# Nämnden för styrelserepresentationsfrågor
Nämnden för styrelserepresentationsfrågor är en svensk statlig förvaltningsmyndighet, som sorterar under Arbetsmarknadsdepartementet och prövar vissa frågor om styrelserepresentation enligt lagen (1987:1245) om styrelserepresentation för de privatanställda.

## Styrelserepresentation
Lagen om styrelserepresentation för de privatanställda syftar till att genom styrelserepresentation ge de anställda insyn i och inflytande på företagets verksamhet. Enligt lagen har de anställda i ett företag med minst 25 arbetstagare i Sverige rätt till styrelserepresentation, dvs. rätt till ledamöter i styrelsen (arbetstagarledamöter). Med företag avses i lagen aktiebolag, banker, hypoteksinstitut, försäkringsbolag och ekonomiska föreningar samt vissa europakooperativ.

## Nämndens prövning
Det krävs särskilt tillstånd av nämnden för att någon som redan är arbetstagarrepresentant i ett företags styrelse ska få utses till arbetstagarrepresentant i ett annat företags styrelse. Detta gäller inte, om de berörda företagen går med på något annat eller om de ingår i samma koncern.
Nämnden beslutar vidare om undantag från lagen, om styrelserepresentation för de anställda skulle medföra väsentlig olägenhet för ett företag på grund av att styrelsens sammansättning beror på politiska styrkeförhållanden eller på förhållande mellan olika intressenter eller intressentgrupper eller att bolagsordningen eller motsvarande föreskriver särskild röstmajoritet för styrelsens beslut. Undantag ska förenas med villkor om åtgärder som på annat sätt än genom styrelserepresentation tillgodoser arbetstagarnas intresse av insyn i och inflytande på företagets verksamhet.